# Grampian Mountains

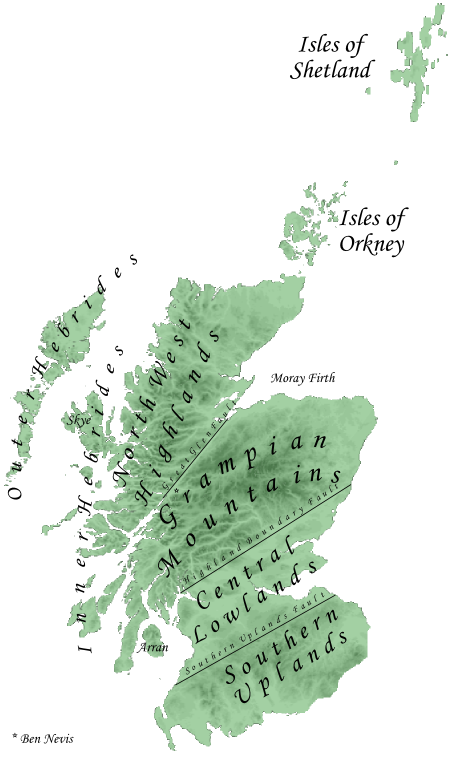
Plaats van de Grampian Mountains binnen Schotland

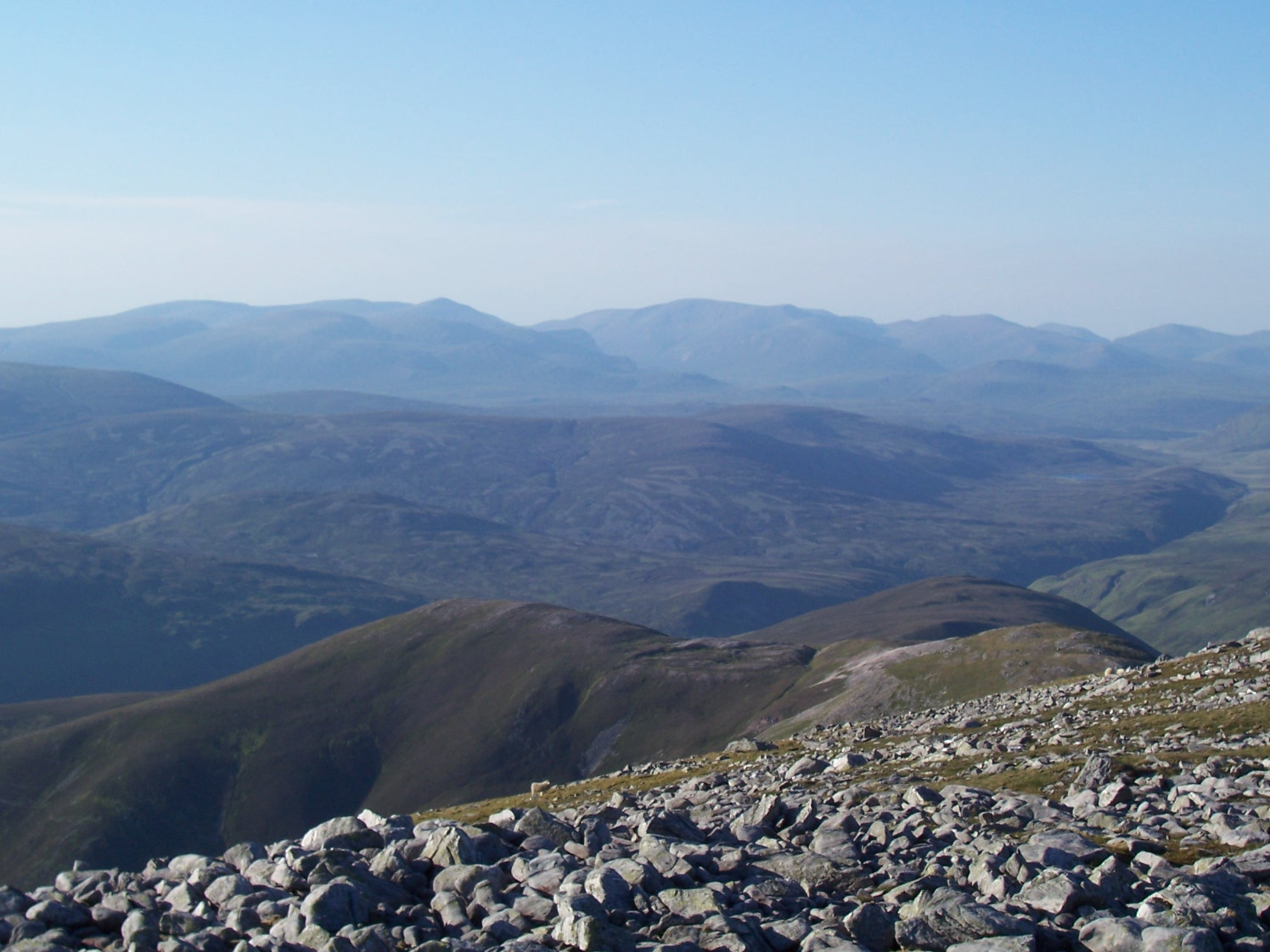
De Cairngorms.

De Grampian Mountains of Grampians (Am Monadh in Gaelic) vormen een van de drie belangrijke gebergteketens in Schotland en vormen daardoor een belangrijk deel van de Schotse hooglanden in het noordoosten van Schotland. Het Cairngorms National Park en het heuvelland van Lochaber behoren ertoe. In het gebergte bevinden zich de hoogste bergtoppen van de Britse eilanden zoals de Ben Nevis en Ben Macdui..